# لوهارداگا
لوهارداگا (به انگلیسی: Lohardaga) یک منطقهٔ مسکونی در هند است که در بخش لوهارداگا واقع شده‌است. لوهارداگا ۵۷٬۴۱۱ نفر جمعیت دارد و ۶۴۷ متر بالاتر از سطح دریا واقع شده‌است.